# Kenka Bancho: Badass Rumble
Kenka Bancho: Badass Rumble (喧嘩番長3 全国制覇?, Kenka Banchō 3: Zenkoku Seiha) è un videogioco picchiaduro pubblicato nel 2008 da Spike per PlayStation Portable. Terzo gioco della serie Kenka Bancho, è il primo commercializzato in America settentrionale da Atlus, che ha aperto un sondaggio per decidere il titolo della versione localizzata. Come altri titoli Atlus per PSP, il gioco è stato distribuito tramite PlayStation Network.

## Trama
Il protagonista del gioco è un bancho, uno studente giapponese teppista, in gita scolastica con i suoi compagni di classe.

## Modalità di gioco
Picchiaduro open world, il gioco presenta affinità con i simulatori sociali. È presente una modalità cooperativa a due giocatori.